# Rak penisa
Rak penisa se pojavljuje u oko 1% malignih tumora muškaraca, a 2 do 5 % urogenitalnih tumora. Kod nekih se populacija javlja učestalije poput Afrikanaca ili Indijaca i obuhvaća 10 do 12 % malignih tumora u muškaraca.
Etiološki se povezuje s nedostatkom higijene, fimozom i zadržavanjem smegme unutar prepucija, kao i pristustvo Humanih papiloma virusa.  Obrezivanjem se gotovo potpuno zaštićuje od ovog oboljenja penisa. Najčešći histološki oblik raka penisa je Planocelularni karcinom.

## Dijagnoza
Bolest obično zahvaća glans i prepucij, a vrlo se rijetko nalazi na trupu penisa, a najčešće počinje kao bezbolna lezija koja se postupno širi.
Dijagnoza se postavlja biopsijom.

## Terapija
U I. stadiju bolesti poduzima se parcijalna amputacija penisa, a ako je tumor veći od 2 cm, potrebno je učiniti amputaciju glansa penisa. Ako su zahvaćeni ingvinalni limfni čvorovi, potrebno je učiniti njihovu kiruršku disekciju.
Terapija zračenjem primjenjuje se u početnim stadijima bolesti, posebno kod mlađih muškaraca, a preporučljivo je prije zračenja učiniti cirkumciziju kako bi se smanjile komplikacije tijekom terapije.
Mali površinski tumori dobro odgovaraju na radioterapiju, a kemoterapija se primjenjuje u slučajevima uznapredovalog raka penisa.

## Prognoza
Kod površinskih, početnih tumora penisa bez zahvaćenosti limfnih čvorova, moguća je kompletna remisija u više od 90 % slučajeva, dok se veličinom tumora i zahvaćenošću limfnih čvorova smanjuje prognoza.